# Glenwood (Indiana)
Glenwood és una població dels Estats Units a l'estat d'Indiana. Segons el cens del 2000 tenia 318 habitants.

## Demografia
Segons el cens del 2000, Glenwood tenia 318 habitants, 124 habitatges, i 89 famílies. La densitat de població era de 722,2 habitants/km².
Dels 124 habitatges en un 33,1% hi vivien nens de menys de 18 anys, en un 58,9% hi vivien parelles casades, en un 6,5% dones solteres, i en un 28,2% no eren unitats familiars. En el 27,4% dels habitatges hi vivien persones soles el 14,5% de les quals corresponia a persones de 65 anys o més que vivien soles. El nombre mitjà de persones vivint en cada habitatge era de 2,56 i el nombre mitjà de persones que vivien en cada família era de 3,06.
Per edats la població es repartia de la següent manera: un 28,6% tenia menys de 18 anys, un 6,9% entre 18 i 24, un 26,7% entre 25 i 44, un 21,4% de 45 a 60 i un 16,4% 65 anys o més.
L'edat mediana era de 36 anys. Per cada 100 dones de 18 o més anys hi havia 87,6 homes.
La renda mediana per habitatge era de 33.750$ i la renda mediana per família de 40.625$. Els homes tenien una renda mediana de 38.750$ mentre que les dones 18.929$. La renda per capita de la població era de 13.171$. Entorn del 8,4% de les famílies i el 14,5% de la població estaven per davall del llindar de pobresa.

## Poblacions més properes
El següent diagrama mostra les poblacions més properes.